# نيبر بات دالي
نيبر بات دالي (بالإنجليزية: Nipper Pat Daly)‏ مواليد 17 فبراير 1913 في باويس، ويلز - الوفاة 25 سبتمبر 1988، كان ملاكم محترف بريطاني صنّف ضمن فئة وزن الوسط.

## إحصائيات
خاض خلال مسيرته 119 نزالا، فاز في 99 وتعادل في 8 وخسر في 11. فاز بالضربة القاضية في 26 نزالا.

## روابط خارجية
- نيبر بات دالي على موقع بوكس ريك (الإنجليزية) (registration required)